# خورخي دي ليما
خورخي دي ليما (بالإنجليزية: Jorge de Lima)‏ (23 أبريل 1893، يونيائو دوس بالميراس في البرازيل - 15 نوفمبر 1953، ريو دي جانيرو في البرازيل)؛ رسام، كاتب، مترجم، سياسي، شاعر، كاتب طبي وروائي برازيلي.

## روابط خارجية
- خورخي دي ليما على موقع الموسوعة البريطانية (الإنجليزية)